# ムッツァーノ
ムッツァーノ（伊: Muzzano）は、イタリア共和国ピエモンテ州ビエッラ県にある、人口約600人の基礎自治体（コムーネ）。

## 地理

### 位置・広がり
| 隣接するコムーネは以下の通り。 - カンブルツァーノ - グラーリア - オッキエッポ・スペリオーレ - ソルデーヴォロ |